# Distanza di Čebyšëv

In matematica, la distanza di Čebyšëv, conosciuta anche come distanza della scacchiera o distanza di Lagrange, è una distanza su spazi vettoriali tale per cui la distanza tra due vettori è il valore massimo della loro differenza lungo gli assi. Si tratta di una versione finito-dimensionale della metrica uniforme. 
Prende il nome dal matematico russo Pafnutij L'vovič Čebyšëv. Negli scacchi la distanza tra le celle in termini di mosse necessarie al re è data dalla distanza di Čebyšëv, da cui il nome.

## Definizione
La distanza di Čebyšëv tra due punti {\displaystyle p} e {\displaystyle q} in uno spazio vettoriale, come ad esempio uno spazio euclideo, è definita come:
{\displaystyle d(p,q)=\max _{i}{\big \{}|p_{i}-q_{i}|{\big \}}}
dove {\displaystyle p_{i}} e {\displaystyle q_{i}} sono le coordinate standard di {\displaystyle p} e {\displaystyle q} rispettivamente. Equivale al limite della metrica nello spazio Lp:
{\displaystyle \lim _{k\to \infty }{\bigg (}\sum _{i=1}^{n}\left|p_{i}-q_{i}\right|^{k}{\bigg )}^{1/k}}
ed è perciò anche nota come metrica {\displaystyle L_{\infty }}. Si tratta della metrica indotta dalla norma del sup, ed è un esempio di metrica iniettiva.
In due dimensioni, per esempio nella geometria piana, se due punti {\displaystyle p} e {\displaystyle q} hanno coordinate cartesiane {\displaystyle (x_{1},y_{1})} e {\displaystyle (x_{2},y_{2})} la loro distanza è:
{\displaystyle d=\max \left(\left|x_{2}-x_{1}\right|,\left|y_{2}-y_{1}\right|\right)}
Con tale metrica una circonferenza di raggio {\displaystyle r}, cioè  i punti a distanza {\displaystyle r} dal centro, è un quadrato i cui lati hanno lunghezza {\displaystyle 2r} e sono paralleli agli assi coordinati.

## Proprietà
In una dimensione tutte le metriche Lp sono uguali: sono il valore assoluto della differenza. In due dimensioni, la distanza di Chebyshev è equivalente ad una rotazione e una riscalatura della distanza di Manhattan planare. Una tale equivalenza tra le metriche L1 e L∞ non si generalizza tuttavia in dimensione maggiore. Una sfera costruita con la distanza di Chebyshev è infatti un cubo, mentre se costruita con la distanza di Manhattan è un'ottaedro.

## Algoritmo di calcolo
La funzione in Python chebyshev_distance(), ad esempio, computa la distanza tra due vettori di uguale lunghezza:
```
def
 
chebyshev_distance
(
v1
,
 
v2
):

    
#Return the Chebyshev distance between equal-length vectors

    
if
 
len
(
v1
)
 
!=
 
len
(
v2
):

        
raise
 
ValueError
(
"Undefined for vectors of unequal length"
)

    
return
 
max
(
abs
(
e1
-
e2
)
 
for
 
e1
,
 
e2
 
in
 
zip
(
v1
,
 
v2
))

```